# Whisky Falls
Die Whisky Falls sind ein Wasserfall im Nelson-Lakes-Nationalpark auf der Südinsel Neuseelands. Er liegt im Lauf des Whisky Creek, der kurz hinter dem Wasserfall in den Lake Rotoiti mündet. Seine Fallhöhe beträgt rund 39 Meter.
Vom Parkplatz an der Mount Robert Road, einem Abzweig vom New Zealand State Highway 63 bei Saint Arnaud nach Südwesten, führt der Lakeside Track entlang des Ufers des Lake Rotoiti nach 1½ Stunden Gehzeit zu einer Weggabelung, über den der Wasserfall in weiteren 10 Minuten erreichbar ist.